# Hia
El regne de Hia fou fundat al segle IV al Shensi pel clan xiongnu dels ho-lien. El 426 una expedició de la dinastia Wei contra els juanjuan va arribar al regne i el 427 van sorprendre la capital Tong-wan (prop de Pao-ngan) al nord de Shensi, i la van ocupar. Els ho-lien van quedar destruïts el 431 i el regne annexionat a Wei.